# Pirogue de Pesse
La pirogue de Pesse est considérée comme étant le plus ancien bateau connu au monde. Cette pirogue monoxyle, découverte dans les années 1950 aux Pays-Bas, a été fabriquée au début de la période mésolithique, vers 8265 ± 275 AP, soit environ 6315 av. J.-C. ; elle est exposée au musée régional de Drenthe, à Assen.

## Description
C'est une pirogue monoxyle mesurant 298 cm de long et 44 cm de large. Elle est constituée d'un seul tronc de pin sylvestre. Des marques sont présentes dans la cavité, probablement formées par les outils en silex ou en corne.

## Histoire

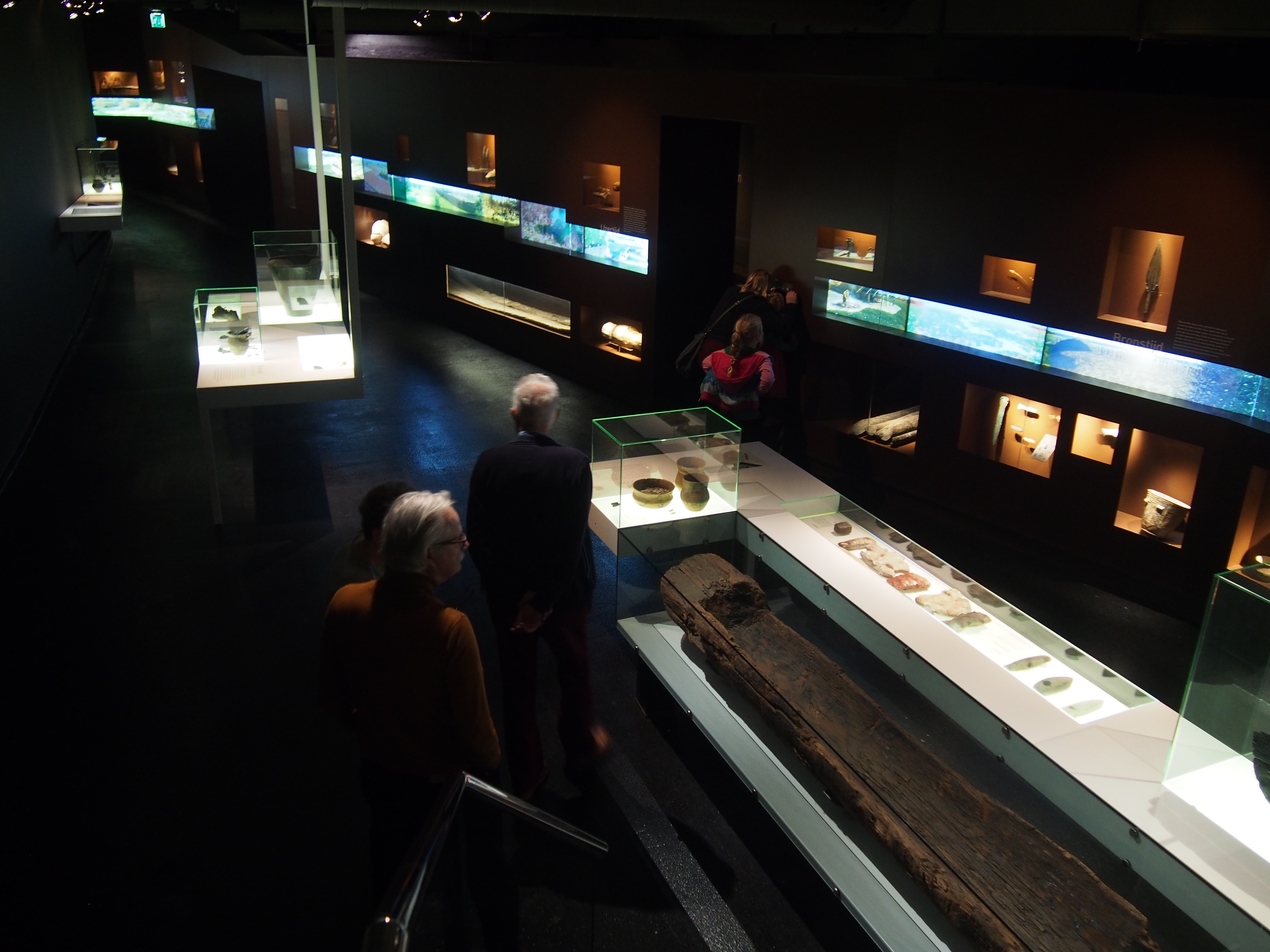
La pirogue exposée en 2019.

La pirogue a été découverte en 1955 lors de la construction de l'autoroute néerlandaise A28. La route devait passer au sud du village de Pesse dans la commune de Hoogeveen, à un endroit où il y avait une tourbière. Pour construire la route la tourbe devait être supprimée. Lors de la fouille, l'opérateur de l'engin de terrassement découvre ce qu'il pense d'abord n'être qu'un tronc d'arbre, à deux mètres sous la surface. Un fermier local, Hendrik Wanders, comprend que c'est une pirogue et il la donne à l'université de Groningue, où elle est examinée et lyophilisée pour la préserver. Elle est ensuite transférée au musée régional de Drenthe, situé près du site de la découverte.
La datation au carbone 14 indique que l'embarcation a été fabriquée au début de la période mésolithique, vers 8265 ± 275 AP (env. 6315 av. J.-C.,,). Par comparaison, cette pirogue est précédée par la plus ancienne pagaie connue découverte à Star Carr en Angleterre et datée de 8500 av. J.-C. et suivie par la plus ancienne pirogue européenne en chêne, datée de 1500 av. J.-C.

## Controverse
Il y a eu des doutes sur son utilisation en tant qu'outil de navigation. Des experts danois se sont demandé si un aussi petit bateau pouvait naviguer. En 2001, une réplique de la pirogue a été construite par l'archéologue et ancien conservateur du Musée de Drenthe Jaap Beuker. Elle a été utilisée avec succès par un canoéiste. D'autres ont théorisé que cela pouvait être un dispositif d'alimentation animale telle une mangeoire. Beuker a rétorqué que l'élevage n'existait pas au mésolithique et donc qu'il était impossible que ce soit une auge. Le bateau est également similaire dans sa construction à d'autres pirogues préhistoriques trouvées dans d'autres pays.